# وادي النهائي (المخادر)

تعديل مصدري - تعديل

وادي النهائي محلة تابعة لقرية المحرث، التابعة لعزلة السحول بمديرية المخادر إحدى مديريات محافظة إب في الجمهورية اليمنية، بلغ تعداد سكانها 126 حسب تعداد اليمن لعام 2004.